# Fragmenti strave
Fragmenti strave (јап. 魔の断片, Ma no Kakera) jeste manga horor antologija koju је napisao i ilustrovao Džundži Ito. Sedam kratkih stripova izlazili su od aprila 2013. do aprila 2014. u manga časopisu Nemuki, a kasnije je osma dodata za tankobon izdanje. 
Manga je u sklopu Kolekcije Džundžija Ita adaptirana u anime koji je emitovan 5. januara 2018.
U Srbiji, mangu je 2022. priredila izdavačka kuća Darkwood.

## Sinopsis
Kolekcija osam kratkih priča Džundžija Itoa.
- Priča o čoveku koji ne želi da napusti svoj futon jer misli da je okružen zlim duhovima. Priznaje svojoj supruzi da je spavao sa drugom ženom, za koju je sad ubeđen da je demon koji ga je prokleo.

- Priča o naizgled običnoj kući koja se našla na listi kulturnih dobara, i jednoj ženi koja je opsednuta njome.

- Priča o čoveku koji je spavao sa proročicom koja ima kolekciju odrubljenih glava.

- Priča o devojci čiji muž ima čudnu porodičnu tradiciju. Naime, duše preminulih članova porodice ostaju privremeno prikovani za ovaj svet kako bi njihovi voljeni imali vremena da se oproste od njih.

- Priča o medicinskom studentu čiji je leš za seciranje u stvari živ, ali opsednut vivisekcijom (seciranjem živih bića).

- Priča o povređenom čoveku koga je misteriozna žena u crnom držala u životu, ali koja je svoju „dužnost“ nastavila čak i nakon što je on odveden u bolnicu.

- Priča o Kaoru čija omiljena spisateljica daje likovima iz svojih romana različite tikove. Kaoru joj šalje pismo u kom joj govori da i ona ima tikove. Spisateljica je zove u kuću gde Kaoru saznaje da je ona u stvari nepristojan muškarac koji je optužuje da lažira tikove i zatvara u tamnicu.

- Priča o ocu čija se ćerka boji da sama donosi odluke. Otac zapošljava devojku zvanu Micu, i ona pomaže ćerci da postane samostalnija. Jednog dana, Micu biva ubijena.

## Razvoj
Od 2006. godine, kada je objavljen Shin Yami no Koe Kaidan, pa sve do Fragmenati strave 2013, prošlo je osam godina otkako je Ito poslednji put objavio horor mangu. Kao komentar na to, Ito je izjavio:
„Radio sam na ilustracijama u tom periodu, kao i na mangi o mačkama, odnosno društvu, ali svejedno osećam nekakav jaz. Šta sam, za ime sveta, radio sve to vreme?.“ 
Kada je poslao skice za prvu priču, njegov urednik je zabrinuto rekao da se njegov „instinkt za horor nije vratio“, što je nateralo mangaku da preradi priču. Međutim, čak i tada, Ito nije bio potpuno zadovoljan radom.

## Franšiza

### Manga
Prva priča „Futon“ objavljena je 13. aprila 2013. u prvom izdanju obnovljenog šodžo časopisa Nemuki. U periodu od 13. juna 2013. do 12. aprila 2014. objavljeno je još šest kratkih priča. Poslednja priča, „Žena koja šapuće“, originalno je objavljena 2009. u časopisu Šinkan, te je dodata naknadno i zajedno sa ostalim poglavljima izdata u sklopu jednog tankobona 8. jula 2014, sa naslovnicom koju je radio Keisuke Minohara.
Izdavačka kuća Darkwood je prevela antologiju na srpski jezik i objavila je 26. jula 2022.
| Бр. | Првобитни датум издања | Првобитни         | Датум издања на српском | на српском        |
| --- | ---------------------- | ----------------- | ----------------------- | ----------------- |
| 1 | 8. јул 2014.           | 978-4-02-214151-4 | 26. јул 2022.           | 978-86-6163-590-8 |
| \| - „Futon” (布団 ) - „Drvena misterija” (木造の怪 ) - „Tomio: crvena rolka” (富夫•赤いハイネック •) - „Postepeni rastanak” (緩やかな別れ ) - „Seckalica” (解剖ちゃん -) - „Crna ptica” (黒い鳥 ) - „Magami Nanakuse” (七癖曲美 ) - „Žena koja šapuće” (耳擦りする女 ) \| |                        |                   |                         |                   |
| - „Futon” (布団 ) - „Drvena misterija” (木造の怪 ) - „Tomio: crvena rolka” (富夫•赤いハイネック •) - „Postepeni rastanak” (緩やかな別れ ) - „Seckalica” (解剖ちゃん -) - „Crna ptica” (黒い鳥 ) - „Magami Nanakuse” (七癖曲美 ) - „Žena koja šapuće” (耳擦りする女 )       |                        |                   |                         |                   |

### Anime
Manga je u sklopu Kolekcije Džundžija Ita adaptirana u anime koji je emitovan 5. januara 2018.

## Prijem
Džozef Laster (Otaku USA) je pohvalio antologiju, pogotovo Itov crtež, rekavši da je „zaista posebno“ i „polu jezivo, polu prelepo“. Takođe je rekao da će mnoge priče iz kolekcije postati klasici, ponajviše „Crna ptica“.
Niku Krimeru (Anime News Network) se svidelo to što se elementi horora nalaze na neočekivanim mestima. Dodao je, doduše, da nisu sve priče istog kvaliteta, i da su ponekad više absurdne nego strašne. Pohvalio je Itov crtež, ali je primetio da je u slabijim pričama korišćen da vizuelno maskira nedostatke.
Svetlana Fedotov (Fangoria) je navela da je antologija dobar uvod u Itov rad, ali i da će se svideti njegovim obožavaocima. Kao i ostali kritičari, primetila je aluzije na Lavkraftove radove, i pohvalila je način na koji Ito pretvara najobičnije predmete u nešto kao iz košmara.
Krisu Randlu (The Guardian) se uglavnom svidela antologija. Primetio je da Ito ne ubacuje  „politiku“ u svoje priče, za razliku od Lavkrafta, i da se više fokusira na elemente horora. Takođe je komentarisao da antologija ima karakteristike era gura, premda ublažene.
Džo Makalok (The Comics Journal) je u svojoj recenziji napisao da ova antologija nije Itov najbolji rad, kao i da se „Žena koja šapuće“ ističe iz kolekcije zbog stila crtanja. Primetio je da su ženski linkovi najinteresantniji element u svim pričama, bilo da su protagonisti ili antagonisti. Doduše, Makalok smatra da ih je Ito namerno tako napisao jer se manga objavljivala u časopisu sa većinski ženskom demografijom.
Zejneb Aktar (Comics & Cola) je takođe primetila da se priče uglavnom bave ženama koje su muškarci izdali. Dodala je da je antologija nalik lošoj imitaciji Itovih ranijih dela, odnosno da je „Itov neuspešan pokušaj da bude Ito“. Iako joj se svideo crtež, smatra da priče nisu emotivno dobro razvijene.
Šeli Atomik (Comics Bulletin) smatra da je kolekcija mešavina dobrih i ispotprosečnih priča. Za priče „Tomio: crvena rolka“ i  „Futon“ je napisala da nemaju poentu, ali je pohvalila „Crnu pticu” i „Postepeni rastanak”. Pohvalila je takođe kvalitet štampe, rekavši da je manga štampana na kvalitetnijem papiru.
Mnogi kritičari su uporedili naslovnicu antologije sa Krikom Edvarda Munka.